# Vicent Asencio i Ruano
Vicent Asencio i Ruano (Spanisch Vicente Asencio y Ruano, * 29. Oktober 1908 in Valencia; † 4. April 1979 ebenda) war ein spanisch-valencianischer Komponist.

## Leben und Werk
Vicent Ascensio erhielt seine erste musikalische Ausbildung in Valencia. Er ging dann nach Barcelona und studierte Komposition bei Enric Morera und Klavier bei Frank Marshall. Früh zeigte er Interesse am spanischen Nationalstil und zog nach Madrid, um bei Joaquín Turina und Ernesto Halffter zu studieren. Hierdurch kam er mit moderneren Musikrichtungen in Kontakt und assimilierte die Tonsprache der beiden letztgenannten Komponisten. Trotzdem bildete für Vicent Ascensio Manuel de Falla die ästhetische Referenz schlechthin. In dessen Werk verband sich das heimische valencianische mit dem hispanischen Element. Der musikalische Nationalstil von Vicent Ascensio kam in gewisser Weise einer Klärung der Schule von Felip Pedrell gleich.
Vicent Ascensio komponierte Orchester-, Kammer- und Solomusik. Aus seinem Gesamtwerk müssen die Ballette Foc de festa (1926, „Das Feuer zum Fest“), die Sonatine für Gitarre (1949), La maja fingida (1955) oder El Llanto a Manuel de Falla (1955, „Das Weinen um Manuel de Falla“) besonders genannt werden. Der sehr persönliche Charakter seiner Kompositionen machte Vicent Ascensio zu einem der führenden Persönlichkeiten der spanischen Musikszene der zweiten Hälfte des 20. Jahrhunderts.
Bemerkenswert war auch das musikpädagogische Wirken von Vicent Asencio. 1932 gründete er zusammen mit dem Violinisten Abel Mus das Konservatorium von Castellón de la Plana. Ab 1953 lehrte er als Professor für Komposition am Konservatorium von Valencia.
Vicent Ascensio heiratete 1943 seine Schülerin, die Komponistin Matilde Salvador. Beide entwickelten sich zu einem der einflussreichsten Künstlerpaare in der Musikszene Valencias.